# Yowrqānlū (ort, lat 37,63, long 44,99)
Yowrqānlū (persiska: یورقانلو, يُورقانلو, يُورغانلو) är en ort i Iran.   Den ligger i provinsen Västazarbaijan, i den nordvästra delen av landet, 600 km väster om huvudstaden Teheran. Yowrqānlū ligger 1 380 meter över havet och antalet invånare är 291.
Terrängen runt Yowrqānlū är platt åt nordost, men åt sydväst är den kuperad. Runt Yowrqānlū är det ganska tätbefolkat, med 185 invånare per kvadratkilometer. Närmaste större samhälle är Urmia, 11,6 km sydost om Yowrqānlū. Runt Yowrqānlū är det i huvudsak tätbebyggt.